# August-Hermann-Francke-Schule Gießen
Die August-Hermann-Francke-Schule (AHFS) in Gießen ist eine staatlich anerkannte christliche Privatschule mit Vorschulkursen, Grundschul-, Realschul- und Gymnasialzweig einschließlich gymnasialer Oberstufe sowie Hausaufgaben- und Nachmittagsbetreuung. Die der Evangelischen Allianz nahestehende Schule wird von ca. 980 Schülern – davon ca. 200 Grundschüler – besucht. Der Name leitet sich von dem Theologen und Pädagogen August Hermann Francke (1663–1727) ab, der in Halle (Saale) die Franckeschen Stiftungen gegründet hatte.

## Schulträger
Träger der Schule ist der 1979 gegründete, als gemeinnützig anerkannte August-Hermann-Francke-Verein Gießen e. V. (bis 2016 Christlicher Schulverein Gießen e. V.), dessen Mitglieder unterschiedlichen Berufsgruppen, Kirchen und Gemeinden angehören. Erster Vorsitzender war von 1979 bis 1983 der Unternehmer Ulrich Weyel; ihm folgte 1983 der Fachhochschulprofessor Bernd Schirrmacher und 2008 der Diplom-Sozialpädagoge Edgar Schmidt.
Der Verein ist seit 2016 auch Träger einer Kindertagesstätte (August-Hermann-Francke-Kita).

## Geschichte

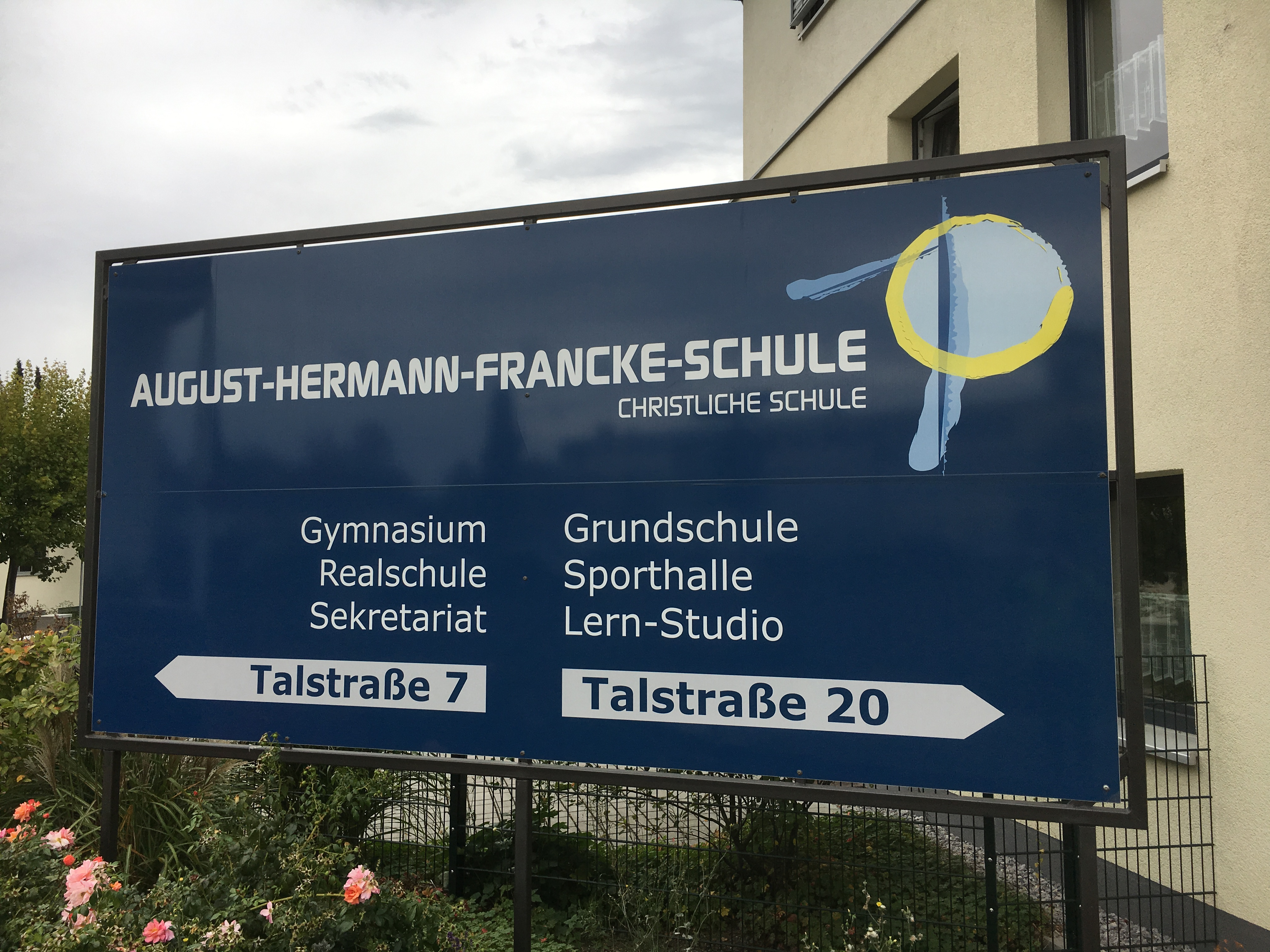
Wegweiser zu den jeweiligen Gebäuden

Die Schule wurde 1980 mit zwei Gymnasialklassen 5 eröffnet. 1983 kam ein einzügiger Realschulzweig hinzu (seit 2009 bei Bedarf zweizügig), 1988 eine einzügige Grundschule (seit 2006 zweizügig). Die staatliche Anerkennung durch das hessische Kultusministerium erfolgte für die Mittelstufe (Gymnasium und Realschule) 1987, für die gymnasiale Oberstufe 1990 und für die Grundschule 1991.
Standort der Schule waren zunächst zwei von der Stadt Gießen gemietete Schulpavillons im Heegstrauchweg. Von 1984 bis 1987 konnten zusätzlich fünf Klassenräume in der nahegelegenen Korczak-Schule genutzt werden. 1986 erwarb der Schulverein einen ehemaligen Firmenkomplex an der Ecke Talstraße/Klingelbachweg, der bis 1992 zu vier miteinander verbundenen Schulgebäuden mit 33 Klassen- und Fachräumen, zwei Werkstätten, sieben Verwaltungsräumen und Lehrerzimmer ausgebaut und erweitert wurde (heute „Haus 1“, Gebäude A–D). 1994 kam ein weiteres Grundstück am Ende der Talstraße hinzu, auf dem 1996 eine neu erbaute Dreifeldsporthalle und 2004 ein Sportplatz eingeweiht wurde; 1998 zog auch die bis dahin in den Pavillons im Heegstrauchweg untergebrachte Grundschule hierher, sodass die Pavillons aufgegeben werden konnten. Ein drittes Firmengelände direkt gegenüber von „Haus 1“ ging 2009 in den Besitz des Schulvereins über; hier entstanden bis 2012 ein moderner Neubau mit Aula, Mensa, 14 Fach- und Unterrichtsräumen ab Klasse 10 („Haus 2“, Gebäude E) und ein renoviertes Verwaltungsgebäude mit Arbeits- und Konferenzräumen („Haus 3“, Gebäude F).
Im Sommer 2017 traten Lothar Jost, der die Schule seit 1994 geleitet hatte, und sein Stellvertreter Harald Kronenberger ihre Ämter an Horst Brombach und Johannes Wunderlich ab.
Im Juni 2020 fand der symbolische Spatenstich zum Bau eines weiteren Gebäudes statt, das im November 2022 bezogen und im Mai 2023 offiziell eingeweiht wurde. In dem Neubau („Haus 5“, Gebäude H) sind Fachräume für Physik, Chemie, Biologie, Kunst, Informatik, Polytechnik und Kochen untergebracht; die bisherigen in „Haus 1“ hatten der Erschließung neuer Klassenräume weichen müssen. Der dreistöckige Bau ist mit modernster Technik ausgestattet und soll durch Begrünung, Dämmung und eine Zisterne für Regenwasser zu einem besseren Klima beitragen.

## Leitbild
Die Schule fasst ihr Leitbild in drei Kernaussagen zusammen:
- „Beziehungen gestalten – einander wertschätzen“ (u. a. durchgängiger Unterricht im Fach Methoden- und Sozialkompetenz, Klassenrat in den Jahrgangsstufen 5–7, erlebnispädagogische Projekte)
- „Begabungen entwickeln – individuell fördern“ (u. a. schuleigenes Förderzentrum für Lese-Rechtschreib-Schwäche, Gütesiegel Hochbegabtenförderung, Motorikzentrum, breites Angebot im künstlerisch-musischen Bereich)
- „Verantwortung übernehmen – sich engagieren“ (u. a. Arbeitskreise der Schülermitwirkung, Vertrauensschüler, sozialdiakonische Projekte)

## Angebot

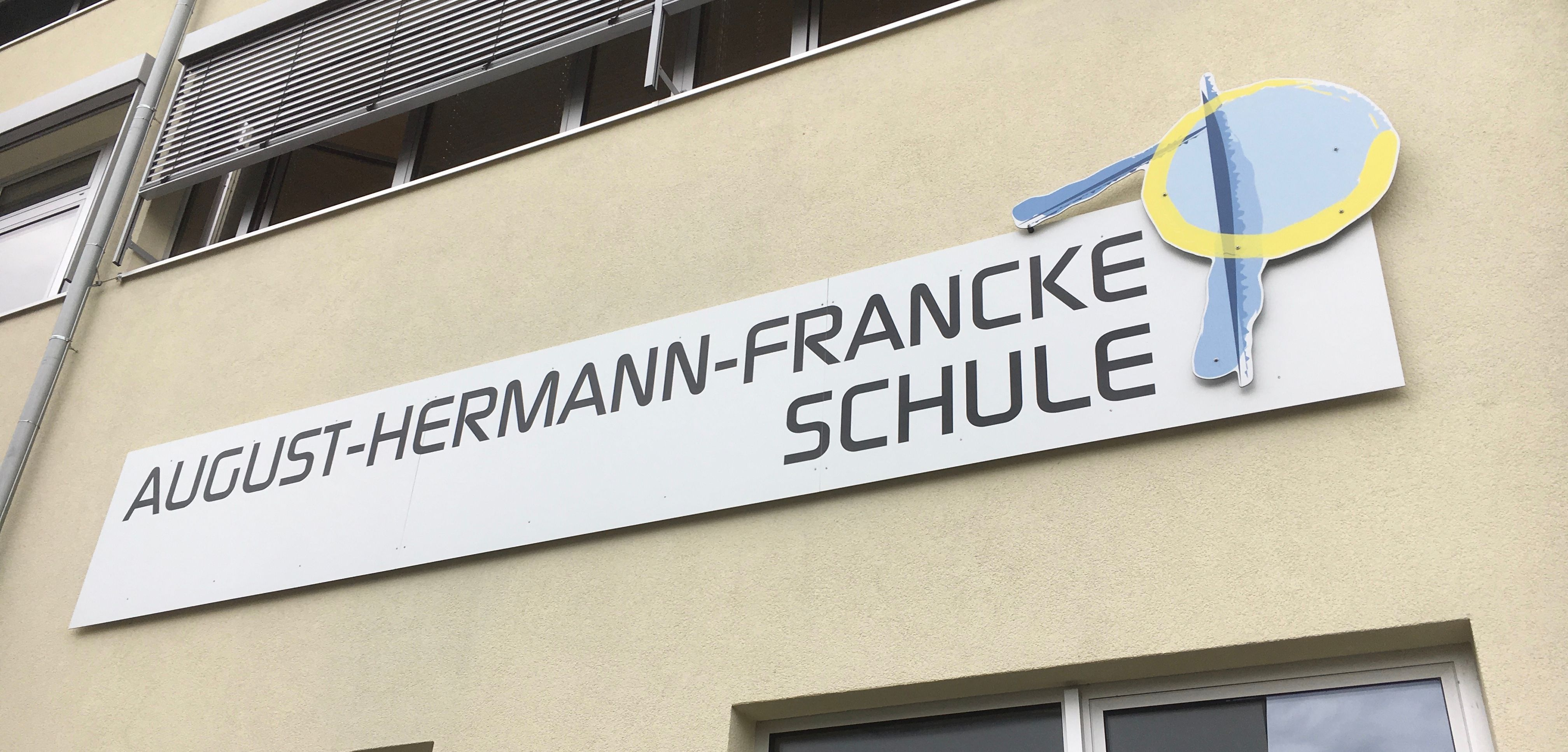
Logo der Schule (Haus 2)

An der August-Hermann-Francke-Schule kann die komplette Schullaufbahn von der Vorschule bis zum Abitur absolviert werden; Übertritte etwa vom Gymnasium zur Realschule oder von der Realschule in die gymnasiale Oberstufe sind ohne Schulwechsel möglich. Spezielle Angebote zur Berufs- und Studienorientierung dienen der Vorbereitung auf das Leben nach dem Schulabschluss.
Als Grundlage des Miteinanders in der Schulgemeinschaft gilt das christliche Verständnis vom Menschen als von Gott geliebt (unabhängig von seinem ethnischen oder weltanschaulichen Hintergrund). Von den Lehrern wird ein intensiver Einsatz für ihre Schüler erwartet. Die Schaffung eines „Wohlfühlklimas“ soll zur Entwicklung reifer Persönlichkeiten beitragen.
Die Schule verfügt über eine modern eingerichtete Mensa mit Bistrobereich. Ab 2012 wurden alle Klassenräume mit interaktiven Whiteboards ausgestattet.

## Aufnahmekriterien
Die Aufnahme der Schüler richtet sich grundsätzlich nicht nach der sozialen Herkunft, dem politischen, ethnischen oder weltanschaulichen Hintergrund. Die Eltern müssen allerdings die Ziele der Schule bejahen und die Arbeit der Lehrerschaft unterstützen. Weiter muss ein Schulgeld entrichtet werden, dessen Höhe sich nach den Einkommensverhältnissen der Eltern richtet.

## Erfolge

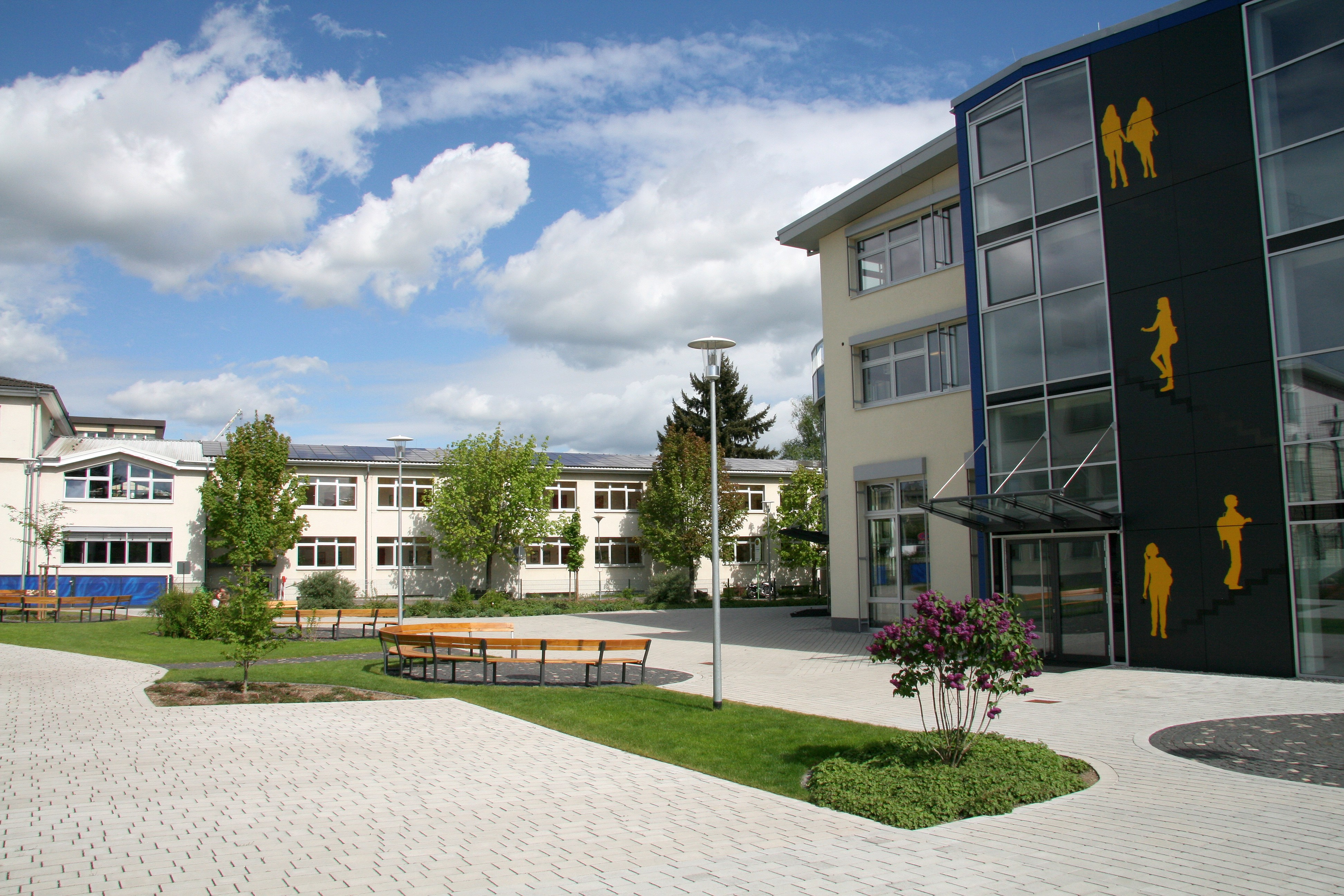
Blick über den Schulhof von Haus 2. Im Hintergrund Haus 1

Die August-Hermann-Francke-Schule erzielt regelmäßig überdurchschnittliche Ergebnisse in den zentralen Abschlussprüfungen (Abitur und Realschulabschluss) und ist sehr erfolgreich in Schülerwettbewerben wie „Schüler experimentieren“, dem zentralen Mathematikwettbewerb des Landes Hessen u. a.

## Kritik
Im Herbst 2006 geriet die Schule in die öffentliche Diskussion, da sie im Unterricht neben der Evolutionstheorie auch Schöpfungsgedanken thematisiert. Auslöser war die Fernsehsendung Von Göttern und Designern – Ein Glaubenskrieg erreicht Europa des Senders ARTE im Rahmen eines „Themenabends“ am 19. September 2006, in der die August-Hermann-Francke-Schule als Beispiel für einen auch in Europa im Vordringen begriffenen christlichen Fundamentalismus und die damit zusammenhängende Verbreitung der Idee des „Intelligent Design“ genannt wurde.
Von Seiten der Evangelischen Zentralstelle für Weltanschauungsfragen (EZW) wurde an der Sendung ein undifferenzierter Gebrauch des Begriffes „Fundamentalismus“ kritisiert. Eine Hinterfragung der wissenschaftlichen Evolutionstheorie und die Gegenüberstellung mit Schöpfungsgedanken müsse im Unterricht möglich sein. Die Schule biete vor allem eine an Werten orientierte Erziehung und sei insbesondere deshalb gefragt. Der Christliche Medienverbund KEP äußerte, die Bezeichnung „Glaubenskrieg“ postuliere „stillschweigend eine Gleichsetzung mit dem islamischen Fundamentalismus“.
Das hessische Kultusministerium veranlasste nach der Arte-Sendung eine Überprüfung der August-Hermann-Francke-Schule durch das staatliche Schulamt. Dieses kam zu dem Ergebnis, dass die Schule sich innerhalb der Vorgaben des hessischen Lehrplans bewege, der für das Thema Evolution in der Jahrgangsstufe 13 ausdrücklich „Auseinandersetzungen mit philosophischen und religiösen Aussagen“ fordere; weder an der Qualifikation der Lehrkräfte noch am Erreichen der staatlichen Abschlüsse bestünden Zweifel.